# Добарце
Добарце (мкд. Добарце) је насеље у Северној Македонији, у северозападном делу државе. Добарце припада општине Желино.

## Географија
Насеље Добарце је смештено у северозападном делу Северне Македоније. Од најближег већег града, Тетова, насеље је удаљено 15 km источно.
Добарце се налази у доњем делу историјске области Полог. Насеље је положено у долини Суводолице, притоке Вардара. Северно од насеља се издиже планина Жеден, а јужно Сува гора. Надморска висина насеља је приближно 580 метара.
Клима у насељу је умерено континентална.

## Становништво
Добарце је према последњем попису из 2002. године имало 1.695 становника.
Претежно становништво у насељу су Албанци (99%).
Већинска вероисповест је ислам.